# Lough Corrib
Il Lough Corrib (gaelico irlandese: Loch Coiribe) è il lago più grande della Repubblica d'Irlanda, nonché il secondo in tutta l'isola d'Irlanda. È situato nella parte settentrionale della contea di Galway, in pieno Connemara, al confine con quella del Mayo che bagna in una piccolissima parte, oltre che collegato al Lough Mask tramite un piccolo fiume. 
Il lago taglia quasi a metà il territorio della contea, arrivando quasi alla città di Galway, attraversata da un piccolo fiume, il River Corrib, che sfocia nella Galway Bay e connette il lough al mare. È vasto complessivamente circa 176 km² e lungo quasi 42 km. Contiene più di duecento piccole isole.
L'antico nome del Corrib era Loch Oirbsein o Loch Orib, dal leggendario eroe mitologico Orbsen Mac Alloid (più conosciuto come Manannán Mac Lir, "il figlio del mare", da cui l'isola di Man prende il nome). Sir William Wilde scrisse un libro sul lago pubblicato nel 1867.
Oltre che per i pittoreschi e unici paesaggi, il Lough Corrib è frequentatissimo anche per la pesca: molto diffuse nelle sue acque infatti le trote brune e il salmone. La presenza di un numero elevato di pesci pregiati, rende il Corrib spesso scenario di importanti competizioni di pesca.

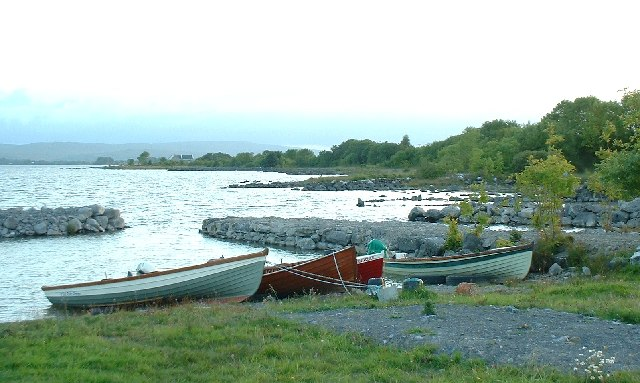
Imbarcazioni sulle sponde del Corrib

Sulla riva settentrionale del lago, vicino alla piccolissima parte che entra nel Mayo, è situato il Castello di Ashford, a poca distanza dal villaggio di Cong. Altri centri importanti intorno al lough, quasi tutti attraversati dalle strade N59 e N84 (che circondano il Corrib rispettivamente a ovest ed est), sono Oughterard, Cornamona, Rosscahill, Maum e Headford.

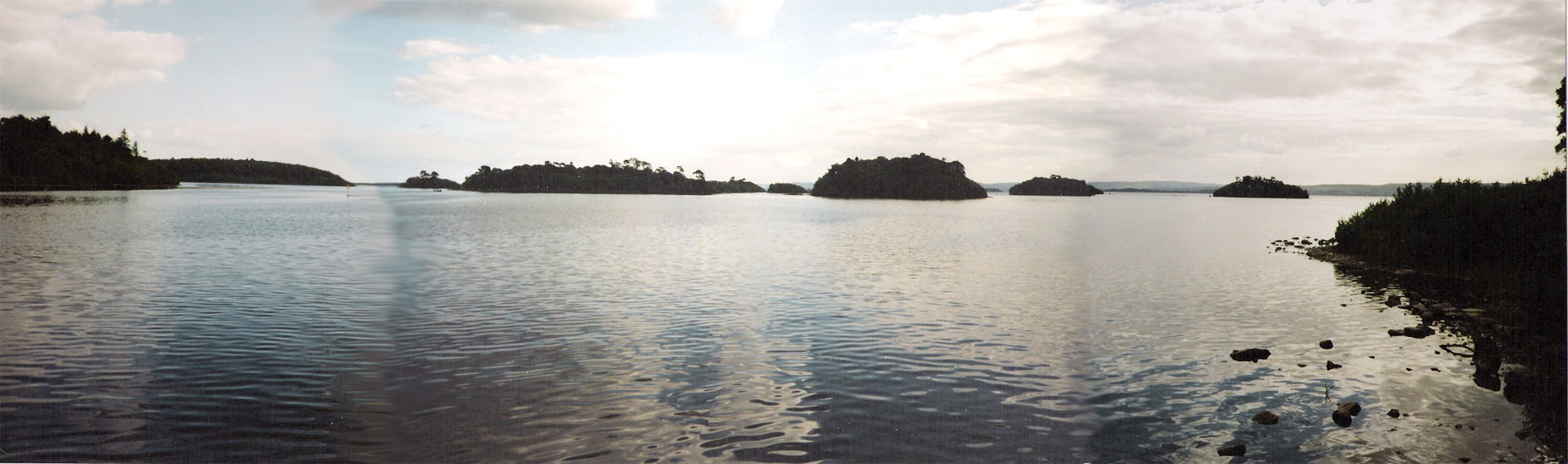
Panoramica del Lough Corrib visto da Cong

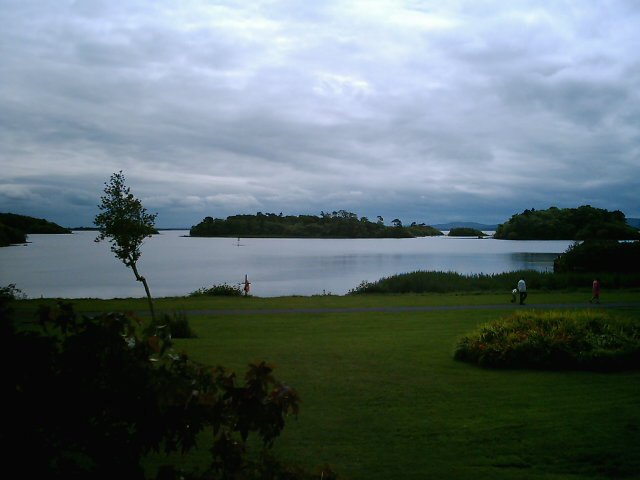
un'immagine del lago Corrib nei pressi di Cong